# Westliche Erzschleiche
Die Westliche Erzschleiche (Chalcides striatus) ist eine Reptilienart aus der Familie der Skinke. Die Art wurde früher als Unterart der Italienischen Erzschleiche (Chalcides chalcides) geführt.

## Merkmale
Die bis 35 bis 48 cm lange Westliche Erzschleiche ist schlangenartig gebaut. Arme und Beine sind stark reduziert, tragen jeweils drei Finger bzw. Zehen und haben bei der Fortbewegung kaum noch eine Funktion. Die Art ist glänzend und bronzefarben, gelblich braun, olivfarben oder grau gefärbt. Die Westliche Erzschleiche unterscheidet sich von ihren italienischen Verwandten durch die größere Anzahl (9 bis 13) dunkler Längsstreifen und durch den zweiten Finger, der bei der Westlichen Erzschleiche ebenso lang wie der dritte ist, während er bei der Italienischen Erzschleiche länger ist.

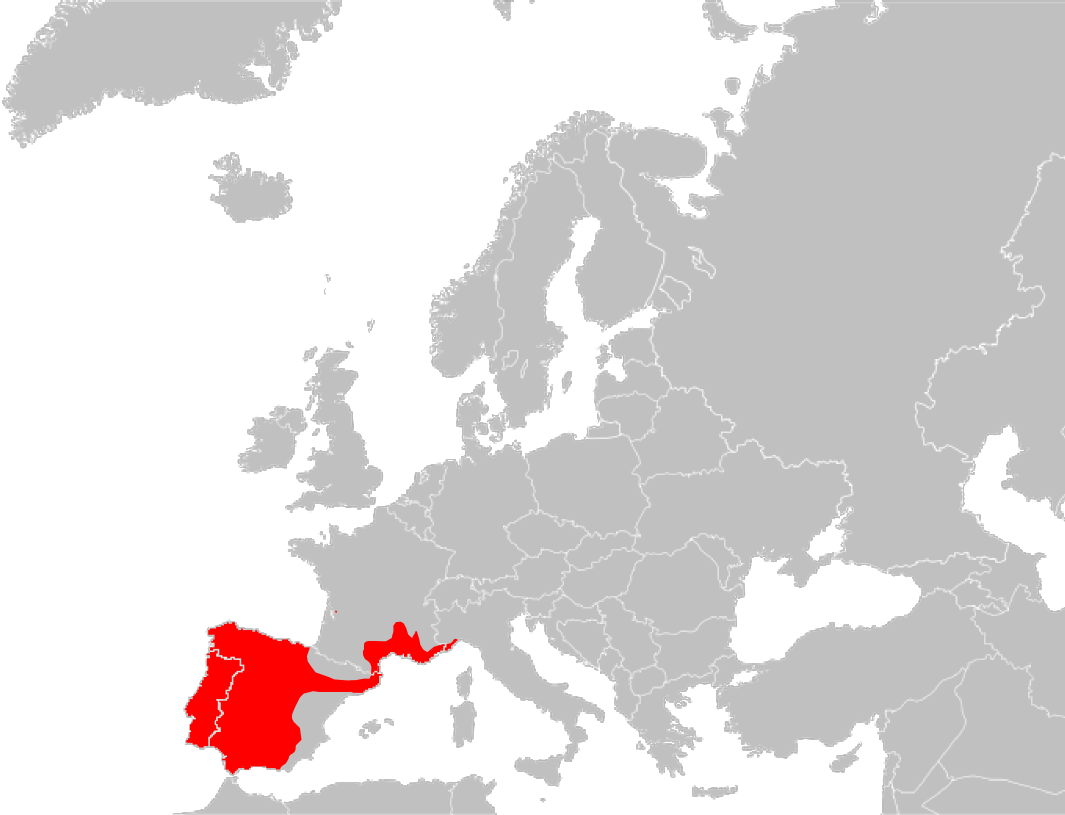
Verbreitungsgebiet

## Vorkommen
Das Verbreitungsgebiet umfasst den größten Teil der Iberischen Halbinsel, mit Ausnahme einiger Regionen im Osten (Südkatalonien, Valencia), Südfrankreich und den äußersten Westen von Ligurien. Die Westliche Erzschleiche bevorzugt sandige, grasbewachsene Hänge, meidet Wälder und kommt in Höhen bis 1800 Meter vor.